# Élisabeth-Amélie de Hesse-Darmstadt
 (août 2012).
Si vous disposez d'ouvrages ou d'articles de référence ou si vous connaissez des sites web de qualité traitant du thème abordé ici, merci de compléter l'article en donnant les références utiles à sa vérifiabilité et en les liant à la section « Notes et références ».
Pour les articles homonymes, voir Élisabeth de Hesse.
Élisabeth-Amélie de Hesse-Darmstadt, née le 20 mars 1635 et morte le 4 août 1709 est une princesse de la maison de Hesse-Darmstadt et électrice palatine par son mariage avec Philippe-Guillaume de Neubourg. Cent-cinquante ans avant la reine Victoria Ière du Royaume-Uni, elle peut être considérée comme la grand-mère de l'Europe.

## Biographie
Elle est la troisième fille du landgrave de Hesse-Darmstadt George II et de Sophie-Éléonore de Saxe. Elle acquit pour sa fille l'abbaye d'Hersfeld comme principauté

## Enfants
De son mariage avec Philippe-Guillaume de Neubourg, elle eut 17 enfants dont :
- Éléonore de Neubourg (1655-1720), impératrice du Saint-Empire, reine consort de Germanie, de Bohême et de Hongrie, archiduchesse d'Autriche et princesse consort de Transylvanie, mariée à Léopold Ier du Saint-Empire.
- Jean-Guillaume de Neubourg-Wittelsbach (1658-1716), électeur palatin, duc de Juliers et de Berg et comte palatin de Neubourg.
- Charles III Philippe du Palatinat (1661-1742), électeur palatin, duc de Juliers et de Berg, comte de Megen et comte palatin de Neubourg.
- François-Louis de Palatinat-Neubourg (1664-1732), prince-électeur de Trèves puis de Mayence, grand maître de l'ordre Teutonique, prince-évêque de Breslau et de Worms et prince-prévôt d'Ellwangen.
- Frédéric-Guillaume de Palatinat-Neubourg (1665-1689) chanoine, puis général impérial.
- Marie-Sophie de Neubourg (1666-1699), reine de Portugal, mariée à Pierre II de Portugal
- Marie-Anne de Neubourg (1667-1740), reine d'Espagne, de Sicile et de Naples, duchesse de Bourgogne, de Brabant, de Luxembourg et de Limbourg et comtesse de Flandre, mariée à Charles II d'Espagne.
- Dorothée-Sophie (1670-1748), épousa en 1690 le duc de Parme Édouard II Farnèse (1666-1693), puis son demi-frère et successeur, François Farnèse (1678-1727).
- Edwige-Élisabeth-Amélie de Neubourg (1673-1722)